# Sedisvacatie
Sedisvacatie, ook sedisvacatio (van het Latijnse sedis vacatio: leegheid van de stoel) of sede vacante, is de toestand dat de zetel van een bisschop of paus niet bezet is. Ze wordt veroorzaakt door het overlijden, het aftreden of de overplaatsing van een bisschop. Een sedisvacatie loopt af bij de benoeming van een nieuwe bisschop.

## Sedisvacatie van de Heilige Stoel

Pauselijke embleem tijdens een sedisvacatie; de camerlengo vermeerdert zijn wapen met deze symbolen

In het geval van een sedisvacatie van de Heilige Stoel (vrijwel altijd veroorzaakt door het overlijden of soms het aftreden van de paus) worden de honneurs waargenomen door het College van Kardinalen, dat echter niet de pauselijke macht bezit en alleen lopende en zeer dringende zaken in behandeling mag nemen. Dit college kan in zeer uitzonderlijke gevallen op enkele gebieden decreten uitvaardigen, die slechts gedurende de sedisvacatie geldig zijn, maar later door de paus kunnen worden bevestigd.
In de Universi Dominici Gregis is vastgelegd dat tijdens een sedisvacatie alle hoge functionarissen binnen de Romeinse Curie hun functie verliezen. Hierop zijn wel enkele uitzonderingen, namelijk:
- De kardinaal-grootpenitentiarius
- De kardinaal-vicaris
- De aartspriester van de Sint-Pietersbasiliek. Dit is een kardinaal die tevens vicaris-generaal van Vaticaanstad is.
- Twee substituten (plaatsvervangers) van de Staatssecretaris, een voor algemene zaken en een voor buitenlandse zaken.

Tijdens een sedisvacatie is een belangrijke taak in handen van de camerlengo. Deze kardinaal is tijdens een sedisvacatie verantwoordelijk voor alle zaken die rond het overlijden van een paus moeten worden geregeld en tevens voor het organiseren van het conclaaf. Als kardinaal-schatbewaarder is hij tevens de tijdelijke beheerder van alle pauselijke goederen en rechten. De pauselijke vertrekken in het Vaticaan en in Castel Gandolfo worden door de camerlengo aan het begin van de sedisvacatie verzegeld.

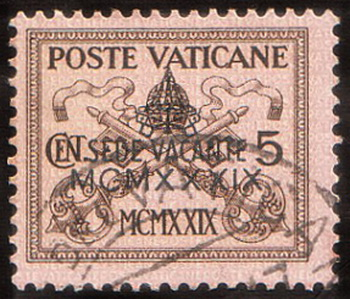
Speciale zegel van 1939.

Vaticaanstad, dat munten slaat met de beeltenis van iedere paus, heeft de traditie om tijdens de sedisvacatie van de Heilige Stoel zogenaamde Sede vacante-munten te slaan. Tevens worden er speciale postzegels uitgegeven.
De meest recente sedisvacatie begon op 21 april 2025, met het overlijden van paus Franciscus.

## Buitengewone sedisvacatie
Er bestaat een wereldwijd verspreide groep traditionalistische rooms-katholieken die de opvatting huldigen dat er sinds de dood van paus Pius XII in 1958 geen rechtsgeldige paus meer geweest is. Sommigen nemen 1963 als beginpunt van de buitengewone sedisvacatie. Zij worden sedisvacantisten genoemd.

## Orthodoxe Kerk
De orthodoxe kerken benoemen op de vacante plaats een locum tenens, oftewel plaatsbekleder/-vervanger van de bisschoppelijke troon.